# AFC Champions League 2020
La AFC Champions League 2020 è stata la 39ª edizione della massima competizione calcistica per club dell'Asia. Il torneo, iniziato il 14 gennaio 2020, si è concluso il 19 dicembre 2020.
Il trofeo è stato vinto dall'Ulsan HD, al secondo successo nella competizione.

## Squadre partecipanti
I posti verranno suddivisi tra le prime 12 federazioni in ogni regione, secondo la classifica AFC, purché soddisfino i criteri della AFC Champions League, secondo la seguente tabella:
| Posizione della federazione in base al coefficiente AFC per nazioni | Posizione della federazione in base al coefficiente AFC per nazioni | Numero di squadre partecipanti |
| Ovest                                                               | Est                                                                 | Numero di squadre partecipanti |
| ------------------------------------------------------------------- | ------------------------------------------------------------------- | ------------------------------ |
| 1-4                                                                 | 1-3                                                                 | 4                              |
| 5                                                                   | 4-5                                                                 | 3                              |
| 6                                                                   | 6                                                                   | 2                              |
| 7-12                                                                | 7-12                                                                | 1                              |

Il numero massimo di slot per ciascuna federazione è un terzo del numero totale di squadre nella massima divisione di quello stato. Se un'associazione rinuncia ai suoi slot per la fase a gironi, questi sono ridistribuiti in base al coefficiente AFC, con ogni associazione limitata a un massimo di tre slot per i gironi. Se una qualsiasi associazione rinuncia ai suoi slot per i play-off, questi non vengono ridistribuiti a nessun'altra associazione.

### Ranking delle federazioni
| Rank | Federazione         | Coeff. | Squadre |
| ---- | ------------------- | ------ | ------- |
| 1    | Emirati Arabi Uniti | 95.940 | 4       |
| 2    | Corea del Sud       | 87.480 | 4       |
| 3    | Cina                | 86.671 | 4       |
| 4    | Arabia Saudita      | 84.269 | 4       |
| 5    | Giappone            | 83.464 | 4       |
| 6    | Qatar               | 82.407 | 4       |
| 7    | Iran                | 71.851 | 4       |
| 8    | Australia           | 64.752 | 3       |
| 9    | Uzbekistan          | 43.305 | 3       |
| 10   | Thailandia          | 42.568 | 3       |
| 11   | Iraq                | 42.141 | 2       |
| 12   | Tagikistan          | 30.725 | 1       |
| 13   | Malesia             | 29.566 | 2       |
| 14   | Hong Kong           | 29.300 | 1       |
| 15   | India               | 29.291 | 1       |
| 16   | Siria               | 28.983 | 0       |

| Rank | Federazione    | Coeff. | Squadre |
| ---- | -------------- | ------ | ------- |
| 17   | Vietnam        | 27.426 | 1       |
| 18   | Giordania      | 25.649 | 1       |
| 19   | Kuwait         | 24.798 | 1       |
| 20   | Bahrain        | 24.337 | 1       |
| 21   | Filippine      | 21.405 | 1       |
| 22   | Libano         | 21.367 | 0       |
| 23   | Singapore      | 17.084 | 1       |
| 24   | Indonesia      | 16.871 | 1       |
| 25   | Myanmar        | 14.753 | 1       |
| 26   | Turkmenistan   | 14.163 | 0       |
| 27   | Oman           | 13.921 | 0       |
| 28   | Maldive        | 11.970 | 0       |
| 29   | Palestina      | 10.552 | 0       |
| 30   | Corea del Nord | 7.797  | 0       |
| 31   | Kirghizistan   | 5.680  | 0       |
| 32   | Laos           | 3.439  | 0       |

| Rank | Federazione                   | Coeff. | Squadre |
| ---- | ----------------------------- | ------ | ------- |
| 33   | Bangladesh                    | 3.365  | 0       |
| 34   | Yemen                         | 3.358  | 0       |
| 35   | Cambogia                      | 3.312  | 0       |
| 36   | Taipei Cinese                 | 2.769  | 0       |
| 37   | Afghanistan                   | 2.454  | 0       |
| 38   | Nepal                         | 1.228  | 0       |
| 39   | Bhutan                        | 0.875  | 0       |
| 40   | Macao                         | 0.815  | 0       |
| 41   | Brunei                        | 0.564  | 0       |
| 42   | Guam                          | 0.539  | 0       |
| 43   | Timor Est                     | 0.401  | 0       |
| 44   | Sri Lanka                     | 0.325  | 0       |
| 45   | Mongolia                      | 0.213  | 0       |
| 46   | Pakistan                      | 0.188  | 0       |
| 47   | Isole Marianne Settentrionali | 0.000  | 0       |

### Lista
I club sono ordinati in base al coefficiente AFC della federazione di appartenenza. Accanto ad ogni club è indicata la posizione in classifica nel rispettivo campionato.
| Fase a gironi           | Fase a gironi         | Fase a gironi             | Fase a gironi            |
| Ovest                   | Ovest                 | Est                       | Est                      |
| ----------------------- | --------------------- | ------------------------- | ------------------------ |
| Sharjah (1º)            | Al-Sadd (1º)          | Jeonbuk Hyundai (1º)      | Yokohama F. Marinos (1º) |
| Al-Ahli (2º)            | Al-Duhail (2º)        | Suwon Bluewings (CW)      | Vissel Kobe (CW)         |
| Al-Wahda (3º)           | Persepolis (1º)       | Ulsan Hyundai (2º)        | Perth Glory (1º)         |
| Al-Nassr (1º)           | Sepahan (2º)          | Guangzhou Evergrande (1°) | Sydney (2º)              |
| Al-Taawoun (CW)         | Pakhtakor (1º)        | Shanghai Shenhua (CW)     | Chiangrai United (1º)    |
| Al-Hilal (2º)           | Al-Shorta (1º)        | Beijing Guoan (2°)        | Johor Darul Ta'zim (1°)  |
| Play-off                |                       |                           |                          |
| Ovest                   | Ovest                 | Est                       | Est                      |
| Al-Ain (4º)             | Al-Sailiya (3º)       | Seoul (3º)                | Tokyo (2º)               |
| Al-Ahli (4º)            | Al-Rayyan (4º)        | Shanghai SIPG (3°)        | Kashima Antlers (3º)     |
| Secondo turno           |                       |                           |                          |
| Ovest                   | Ovest                 | Est                       | Est                      |
| Esteghlal (3º)          | Bunyodkor (3º)        | Melbourne Victory (3º)    | Kedah (2°)               |
| Shahr Khodro (4º)       | Al-Zawraa (CW)        | Port (CW)                 | Tai Po (1º)              |
| Lokomotiv Tashkent (CW) | Istiklol (1º)         | Buriram United (2º)       | Hồ Chí Minh City (1º)    |
| Primo turno             |                       |                           |                          |
| Ovest                   | Ovest                 | Est                       | Est                      |
| Chennai City (1º)       | Al Kuwait Kaifan (1º) | United City (1º)          | Bali United (1º)         |
| Al-Faisaly (1º)         | Al-Riffa (1º)         | Tampines Rovers (2º)      | Shan United (1º)         |

## Calendario
| Fase                         | Turno            | Data Sorteggio   | Andata                                                     | Ritorno                                                    |
| ---------------------------- | ---------------- | ---------------- | ---------------------------------------------------------- | ---------------------------------------------------------- |
| Fase preliminare             | Primo Turno      | Nessun sorteggio | 14 gennaio 2020                                            | 14 gennaio 2020                                            |
| Fase preliminare             | Secondo Turno    | Nessun sorteggio | 21 gennaio 2020                                            | 21 gennaio 2020                                            |
| Play-Off                     | Play-off         | Nessun sorteggio | 28 gennaio 2020                                            | 28 gennaio 2020                                            |
| Fase a Gironi                | Prima giornata   | 10 dicembre 2019 | 10-12 febbraio 2020, 18-19 novembre 2020                   | 10-12 febbraio 2020, 18-19 novembre 2020                   |
| Fase a Gironi                | Seconda Giornata | 10 dicembre 2019 | 17-19 febbraio 2020, 21-22 novembre 2020                   | 17-19 febbraio 2020, 21-22 novembre 2020                   |
| Fase a Gironi                | Terza Giornata   | 10 dicembre 2019 | 2-4 marzo 2020, 14-15 settembre 2020 , 24-25 novembre 2020 | 2-4 marzo 2020, 14-15 settembre 2020 , 24-25 novembre 2020 |
| Fase a Gironi                | Quarta Giornata  | 10 dicembre 2019 | 17-18 settembre 2020, 27-28 novembre 2020                  | 17-18 settembre 2020, 27-28 novembre 2020                  |
| Fase a Gironi                | Quinta Giornata  | 10 dicembre 2019 | 20-21 settembre 2020, 30 novembre-1 dicembre 2020          | 20-21 settembre 2020, 30 novembre-1 dicembre 2020          |
| Fase a Gironi                | Sesta Giornata   | 10 dicembre 2019 | 23-24 settembre 2020, 3-4 novembre 2020                    | 23-24 settembre 2020, 3-4 novembre 2020                    |
| Fase ad Eliminazione Diretta | Ottavi di Finale | 10 dicembre 2019 | 26-27 settembre 2020, 6-7 dicembre 2020                    | 26-27 settembre 2020, 6-7 dicembre 2020                    |
| Fase ad Eliminazione Diretta | Quarti di Finale | TBA              | 30 settembre 2020, 10 dicembre 2020                        | 30 settembre 2020, 10 dicembre 2020                        |
| Fase ad Eliminazione Diretta | Semi-Finali      | TBA              | 3 ottobre 2020, 13 dicembre 2020                           | 3 ottobre 2020, 13 dicembre 2020                           |
| Fase ad Eliminazione Diretta | Finale           | TBA              | 19 dicembre 2020                                           | 19 dicembre 2020                                           |

## Fase preliminare
Nella fase a qualificazione, ogni incrocio è disputato in partita singola. I tempi supplementari e i calci di rigore sono usati per decidere il vincitore, se necessario. I vincitori di ogni incrocio dei play-off ottengono la qualificazione per la fase a gironi insieme alle 24 squadre qualificate automaticamente. Tutti i perdenti in ogni turno, che provengono da associazioni con un solo posto nei play-off entrano nella fase a gironi della Coppa dell'AFC 2020. 

### Primo turno preliminare
| Squadra 1        | Risultato        | Squadra 2        |
| Zona Occidentale | Zona Occidentale | Zona Occidentale |
| ---------------- | ---------------- | ---------------- |
| Chennai City     | 0 - 1            | Al-Riffa         |
| Al-Faisaly       | 1 - 2 (dts)      | Al Kuwait        |
| Zona Orientale   |                  |                  |
| Ceres–Negros     | 3 - 2            | Shan United      |
| Tampines Rovers  | 3 - 5 (dts)      | Bali United      |

### Secondo turno preliminare
| Squadra 1          | Risultato        | Squadra 2        |
| Zona Occidentale   | Zona Occidentale | Zona Occidentale |
| ------------------ | ---------------- | ---------------- |
| Bunyodkor          | 4 - 1            | Al-Zawraa        |
| Lokomotiv Tashkent | 0 - 1            | Istiklol         |
| Shahr Khodro       | 2 - 1            | Al-Riffa         |
| Esteghlal          | 3 - 0            | Al Kuwait        |
| Zona Orientale     |                  |                  |
| Kedah              | 5 - 1            | Tai Po           |
| Buriram United     | 2 - 1            | TP Hồ Chí Minh   |
| Port               | 0 - 1            | Ceres–Negros     |
| Melbourne Victory  | 5 - 0            | Bali United      |

### Play-off
| Squadra 1        | Risultato        | Squadra 2         |
| Zona Occidentale | Zona Occidentale | Zona Occidentale  |
| ---------------- | ---------------- | ----------------- |
| Al-Ain           | 1 - 0            | Bunyodkor         |
| Al-Ahli          | 1 - 0            | Istiklol          |
| Al-Sailiya       | 0 - 0 (4-5 dtr)  | Shahr Khodro      |
| Al-Rayyan        | 0 - 5            | Esteghlal         |
| Zona Orientale   |                  |                   |
| Seoul            | 4 - 1            | Kedah             |
| Shanghai SIPG    | 3 - 0            | Buriram United    |
| FC Tokyo         | 2 - 0            | Ceres–Negros      |
| Kashima Antlers  | 0 - 1            | Melbourne Victory |

## Fase a gironi

### Girone A
| Squadra   | P.ti | G | V | P | S | GF | GS | DG |
| --------- | ---- | - | - | - | - | -- | -- | -- |
| Al-Ahli   | 6    | 4 | 2 | 0 | 2 | 4  | 6  | -2 |
| Esteghlal | 5    | 4 | 1 | 2 | 1 | 6  | 4  | +2 |
| Al-Shorta | 5    | 4 | 1 | 2 | 1 | 4  | 4  | 0  |
| Al-Wahda  | -    | - | - | - | - | -  | -  | -  |

### Girone B
| Squadra        | P.ti | G | V | P | S | GF | GS | DG |
| -------------- | ---- | - | - | - | - | -- | -- | -- |
| Pakhtakor      | 10   | 4 | 3 | 1 | 0 | 6  | 1  | +5 |
| Shabab Al-Ahli | 7    | 4 | 2 | 1 | 1 | 3  | 2  | +1 |
| Shahr Khodro   | 0    | 4 | 0 | 0 | 4 | 0  | 6  | -6 |
| Al-Hilal       | -    | - | - | - | - | -  | -  | -  |

### Girone C
| Squadra    | P.ti | G | V | P | S | GF | GS | DG |
| ---------- | ---- | - | - | - | - | -- | -- | -- |
| Persepolis | 10   | 6 | 3 | 1 | 2 | 8  | 5  | +3 |
| Al-Taawoun | 9    | 6 | 3 | 0 | 3 | 4  | 8  | -4 |
| Al-Duhail  | 9    | 6 | 3 | 0 | 3 | 7  | 8  | -1 |
| Sharjah    | 7    | 6 | 2 | 1 | 3 | 13 | 11 | +2 |

### Girone D
| Squadra  | P.ti | G | V | P | S | GF | GS | DG |
| -------- | ---- | - | - | - | - | -- | -- | -- |
| Al-Nassr | 11   | 6 | 3 | 2 | 1 | 9  | 5  | +4 |
| Al-Sadd  | 9    | 6 | 2 | 3 | 1 | 14 | 8  | +6 |
| Sepahan  | 7    | 6 | 2 | 1 | 3 | 6  | 8  | -2 |
| Al-Ain   | 5    | 6 | 1 | 2 | 3 | 5  | 13 | -8 |

### Girone E
| Squadra           | P.ti | G | V | P | S | GF | GS | DG |
| ----------------- | ---- | - | - | - | - | -- | -- | -- |
| Beijing Guoan     | 16   | 6 | 5 | 1 | 0 | 12 | 4  | +8 |
| Melbourne Victory | 7    | 6 | 2 | 1 | 3 | 6  | 9  | -3 |
| Seoul             | 6    | 6 | 2 | 0 | 4 | 10 | 9  | +1 |
| Chiangrai United  | 5    | 6 | 1 | 2 | 3 | 5  | 11 | -6 |

### Girone F
| Squadra          | P.ti | G | V | P | S | GF | GS | DG |
| ---------------- | ---- | - | - | - | - | -- | -- | -- |
| Ulsan Hyundai    | 16   | 6 | 5 | 1 | 0 | 14 | 5  | +9 |
| FC Tokyo         | 10   | 6 | 3 | 1 | 2 | 6  | 5  | +1 |
| Shanghai Shenhua | 7    | 6 | 2 | 1 | 3 | 9  | 13 | -4 |
| Perth Glory      | 1    | 6 | 0 | 1 | 5 | 5  | 11 | -6 |

### Girone G
| Squadra                 | P.ti | G | V | P | S | GF | GS | DG |
| ----------------------- | ---- | - | - | - | - | -- | -- | -- |
| Vissel Kobe             | 6    | 4 | 2 | 0 | 2 | 4  | 5  | -1 |
| Suwon Samsung Bluewings | 5    | 4 | 1 | 2 | 1 | 3  | 2  | +1 |
| Guangzhou Evergrande    | 5    | 4 | 1 | 2 | 1 | 4  | 4  | 0  |
| Johor                   | -    | - | - | - | - | -  | -  | -  |

### Girone H
| Squadra                | P.ti | G | V | P | S | GF | GS | DG |
| ---------------------- | ---- | - | - | - | - | -- | -- | -- |
| Yokohama F. Marinos    | 13   | 6 | 4 | 1 | 1 | 13 | 5  | +8 |
| Shanghai SIPG          | 9    | 6 | 3 | 0 | 3 | 6  | 10 | -4 |
| Jeonbuk Hyundai Motors | 7    | 6 | 2 | 1 | 3 | 8  | 10 | -2 |
| Sydney FC              | 5    | 6 | 1 | 2 | 3 | 8  | 10 | -2 |

## Fase a eliminazione diretta

### Ottavi di finale
| Squadra 1           | Risultato        | Squadra 2               |                  |                  |
| Asia Occidentale    | Asia Occidentale | Asia Occidentale        | Asia Occidentale | Asia Occidentale |
| ------------------- | ---------------- | ----------------------- | ---------------- | ---------------- |
| Al-Ahli             | 1 - 1 (4-3 dtr)  | Shabab Al-Ahli          |                  |                  |
| Pakhtakor           | 2 - 1            | Esteghlal               |                  |                  |
| Persepolis          | 1 - 0            | Al-Sadd                 |                  |                  |
| Al-Nassr            | 1 - 0            | Al-Taawoun              |                  |                  |
| Asia Orientale      |                  |                         |                  |                  |
| Beijing Guoan       | 1 - 0            | FC Tokyo                |                  |                  |
| Ulsan Hyundai       | 3 - 0            | Melbourne Victory       |                  |                  |
| Vissel Kobe         | 2 - 0            | Shanghai SIPG           |                  |                  |
| Yokohama F. Marinos | 2 - 3            | Suwon Samsung Bluewings |                  |                  |

### Quarti di finale
| Squadra 1        | Risultato        | Squadra 2               |                  |                  |
| Asia Occidentale | Asia Occidentale | Asia Occidentale        | Asia Occidentale | Asia Occidentale |
| ---------------- | ---------------- | ----------------------- | ---------------- | ---------------- |
| Al-Nassr         | 2 - 0            | Al-Ahli                 |                  |                  |
| Persepolis       | 2 - 0            | Pakhtakor               |                  |                  |
| Asia Orientale   |                  |                         |                  |                  |
| Ulsan Hyundai    | 2 - 0            | Beijing Guoan           |                  |                  |
| Vissel Kobe      | 1 - 1 (7-6 dtr)  | Suwon Samsung Bluewings |                  |                  |

### Semifinali
| Squadra 1        | Risultato        | Squadra 2        |                  |                  |
| Asia Occidentale | Asia Occidentale | Asia Occidentale | Asia Occidentale | Asia Occidentale |
| ---------------- | ---------------- | ---------------- | ---------------- | ---------------- |
| Al-Nassr         | 1 - 1 (3-5 dtr)  | Persepolis       |                  |                  |
| Asia Orientale   |                  |                  |                  |                  |
| Ulsan Hyundai    | 2 - 1 (dts)      | Vissel Kobe      |                  |                  |

### Finale
| Squadra 1  | Risultato | Squadra 2     |
| ---------- | --------- | ------------- |
| Persepolis | 1 - 2     | Ulsan Hyundai |

## Statistiche

### Classifica marcatori
| Gol |  |  | Giocatore            | Squadra            |
| --- |  |  | -------------------- | ------------------ |
| 7   |  |  | Abderrazak Hamdallah | Al-Nassr           |
| 7   |  |  | Júnior Negrão        | Ulsan HD           |
| 5   |  |  | Trent Buhagiar       | Sydney FC          |
| 5   |  |  | Bjørn Maars Johnsen  | Ulsan HD           |
| 4   |  |  | Alan                 | Beijing Guoan      |
| 4   |  |  | Issa Alekasir        | Persepolis         |
| 4   |  |  | Baghdad Bounedjah    | Al-Sadd            |
| 4   |  |  | Ado Onaiwu           | Yokohama F·Marinos |
| 4   |  |  | Yoon Bit-garam       | Ulsan HD           |